# Canned Heat (musikalbum)
Canned Heat är musikgruppen Canned Heats självbetitlade debutalbum. Albumet spelades in i Los Angeles och lanserades i juli 1967, kort efter att gruppen uppträtt på Monterey Pop Festival. Albumet består helt och hållet av covers på gamla blueskompositioner. Detta var det enda album gruppen gjorde med deras första trummis Frank Cook. På skivomslagets baksida fanns en lång introduktion av gruppen med information om varje medlem, författad av Pete Welding.

## Låtlista
(upphovsman inom parentes)
1. "Rollin' and Tumblin'" (Muddy Waters) – 3:11
2. "Bullfrog Blues" (William Harris) – 2:20
3. "Evil Is Going On" (Willie Dixon) – 2:24
4. "Goin' Down Slow" (St. Louis Jimmy Oden) – 3:48
5. "Catfish Blues" (Robert Petway) – 6:48
6. "Dust My Broom" (Robert Johnson, Elmore James) – 3:18
7. "Help Me" (Sonny Boy Williamson II) – 3:12
8. "Big Road Blues" (Tommy Johnson) – 3:15
9. "The Story of My Life" (Guitar Slim) – 3:43
10. "The Road Song" (Floyd Jones) – 3:16
11. "Rich Woman" (Dorothy LaBostrie, McKinley Millet) – 3:04

## Listplaceringar
- Billboard 200, USA: #67[1]
- Tyskland: #33[2]